# Rose Wood
Rose Wood född på 1850-talet i England död 7 mars 1932 i New Jersey USA engelsk skådespelare. Hon var gift med teaterskådespelaren Lewis Morrison och mor till skådespelaren Adrienne Morrison.

## Filmografi (urval)
- 1918 - Sylvia on a Spree

## Fotnoter
1. ↑  Internet Movie Database, IMDb-ID: nm0939982co0047972, läst: 11 juli 2016.[källa från Wikidata]
2. ↑  Darryl Roger Lundy, The Peerage, The Peerage person-ID: p29805.htm#i298043.[källa från Wikidata]
3. ↑  The Peerage person-ID: p29805.htm#i298043, läst: 7 augusti 2020.[källa från Wikidata]
4. 1 2 3 4 5  Darryl Roger Lundy, The Peerage.[källa från Wikidata]